# Wiederholbarkeit
Wiederholbarkeit (engl.: repeatability) ist die Fähigkeit eines Gerätes oder Systems, unter Wiederholbarkeitsbedingungen nahe beieinanderliegende Ergebnisse zu erzeugen. Wiederholbarkeit kann qualitativ oder quantitativ verstanden werden. Typische Wiederholbarkeitsbedingungen sind: Das gleiche Gerät, der gleiche Bediener, der gleiche Versuchsaufbau und die gleichen Umgebungsbedingungen.

## Quantifizierung der Wiederholbarkeit
Maßzahlen für Wiederholbarkeit sind z. B. die Streubreite oder die Standardabweichung. Beide Maßzahlen stellen aber das Inverse der Wiederholbarkeit dar. 

## Abgrenzung zur Reproduzierbarkeit
Die Reproduzierbarkeit (engl.: reproducibility) bezeichnet ebenfalls eine Streubreite, allerdings werden hier verschiedene Randbedingungen bewusst verändert.